# Кастль (Амберг-Зульцбах)
Кастль (нім. Kastl) — громада в Німеччині, розташована в землі Баварія. Підпорядковується адміністративному округу Верхній Пфальц. Входить до складу району Амберг-Зульцбах.
Площа — 64,83 км2. Населення становить 2497 ос. (станом на 31 грудня 2020).